# Pteroglossus pluricinctus
Pteroglossus pluricinctus là một loài chim trong họ Ramphastidae.